# Crotalus basiliscus
La serpiente de cascabel de la costa oeste de México, o cascabel verde mexicana, también conocida como cascabel del Pacífico, cola prieta, víbora cascabel de Saye, víbora cascabel tropical o víbora de cascabel, (Crotalus basiliscus), es una especie venenosa pitviper encontrada en el oeste Mexicano. El nombre específico es un derivado del Griego de la palabra de rey, basiliskos, y es una alusión a esta serpiente de gran tamaño y potente veneno. Actualmente no se han reconocido subespecies.
Es una de las serpientes de cascabel más grandes; existen ejemplares que exceden los 150 cm y el tamaño máximo reportado es de más de 200 cm. Color de fondo en adultos verde olivo, gris verdoso o café amarillento; usualmente las más grandes poseen un color verdoso más evidente. Cuerpo robusto, cabeza triangular con numerosas escamas pequeñas fuertemente quilladas al igual que las del cuerpo. Placas rostral, internasales y supraoculares fuertemente visibles. Se caracteriza por tener un cascabel grande en la cola. Es una especie endémica de México distribuyéndose en la región del Océano Pacífico en los estados de: Sonora, Chihuahua, Sinaloa, Nayarit, Jalisco, Colima, Michoacán y Oaxaca. La lieratura también registra su presencia en Zacatecas y la plataforma Naturalista tiene dos observaciones para San Luis Potosí (ambas entidades sin costa en el Pacífico).
Esta cascabel habita selvas caducifolias y bosques de coníferas, desde el nivel del mar hasta altitudes cercanas a los 2,000 m y en climas semiáridos cálidos y cálidos subhúmedos. Acostumbra vivir en madrigueras de otros animales. En cuanto a su estado de conservación, en México la NOM-059-SEMARNAT-2010 la considera como especie Sujeta a protección especial y la UICN 2019-1 como de Preocupación menor. Si bien en su área de distribución existen regiones bajo algún criterio de protección, se requieren estudios a fondo para conocer más acerca de las necesidades de la especie, la cual está sujeta a la fragmentación, disminución y destrucción de su hábitat por sobrepastoreo, incendios y deforestación. La especie está predispuesta a que sus miembros sean asesinados por el simple motivo de ser animales venenosos. Por su endemismo, esta especie debe ser considerada como especie prioritaria para la conservación; se debe tener más conocimiento sobre su biología y requerimientos ambientales mínimos para su sobrevivencia.